# 马卡比·阿什杜德足球俱乐部
{copyedit|time=2017-09-16T01:48:52+00:00}}
马卡比耶鲁尼 阿什杜德(希伯来语: מכבי עירוני אשדוד, Maccabi Ironi Ashdod)，以色列阿什杜德市的一个足球俱乐部。

## 里程碑
- 该集团成立于1961年, 该队注册参加了以色列的第六届足球联赛.
- 在1992/1993赛季结束后，移动到英超联赛的第一次。
- 1999年7月，该团队与市政对手合并，号坡哦阿什杜德 (Hapoel Ashdod). 结果，该组终于被删除了。
- 2015年4月，本集团重新设立, 由她的粉丝. 在以色列的第五师.
- 在2015/16年底，该团队晋升至第四师 (Liga Bet).

- 在2018/19年底，该团队晋升 第三联赛 (Liga Alef)

## 成就
- 以色列足球甲級聯賽:
  - 亚军 (2): 1992-93,  1996-97 (进步到第一师)
- 以色列國家盃:
  - 半决赛  - 1997-98